# Utopia (álbum de Björk)
Utopia (estilizado como utopia) é o nono álbum de estúdio da musicista islandesa Björk, lançado em 24 de Novembro de 2017, através da gravadora One Little Indian Records. Durante um evento no Facebook via Facebook Live em 15 de setembro de 2017 para promover o primeiro single do álbum, Björk falou sobre a visão utópica no álbum, que se daria em um ambiente político incerto: "Temos Trump, nós temos Brexit, temos nossos próprios problemas na Islândia, nós temos problemas ambientais. Penso que se alguma vez houve necessidade ou urgência em apresentar outro modelo utópico, de como viveremos nossas vidas, eu acho que o momento é agora, e estas são as minhas propostas."

## Conceito
"Eu meio que gosto do fato de que é um clichê, essa palavra [...] tem uma impressão fascista de 'quero que o mundo seja dessa forma!', pois é uma proposta de como podemos viver com a natureza e tecnologia da forma mais otimista possível".

— Björk sobre o título do álbum
Björk começou a compor Utopia após o lançamento de Vulnicura em 2015. Ao ganhar o prêmio de Artista Feminino Internacional no Brit Awards de 2016, Björk não compareceu na premiação pois estava gravando seu novo álbum, até então sem título. Em uma entrevista de março de 2016, declarou que a composição do álbum era "o paraíso", enquanto que a de Vulnicura era "o inferno... como divórcio".
O álbum foi anunciado via rede social em 2 de agosto de 2017 com uma nota manuscrita por Björk. O anúncio coincidiu com a edição de outono de 2017 da revista Dazed com Björk na capa, que incluiu a divulgação de alguns títulos de músicas. O primeiro single, '"The Gate", foi anunciado em 12 de setembro, porém foi lançado em 15 de setembro. No mesmo dia do lançamento do single, Björk anunciou o título do álbum, Utopia, durante uma entrevista com Nowness, declarando que ela tinha "mil sugestões de títulos" e que "não conseguia pensar em algo melhor", mas estava aberta à mudança. A data de lançamento e a capa foram reveladas no dia seguinte.
Em 15 de novembro de 2017, o segundo single, "Blissing Me", foi lançado como download digital, acompanhado de um clipe, dirigido por Tim Walker e Emma Dalzell.
Ao promover Utopia, Björk revelou que planeja trabalhar em uma versão ao vivo do álbum começando a partir da primavera de 2018. "Há muitas coisas da flauta que não explorei completamente", disse ela, "com mais solistas e coisas de flauta mais misteriosas" e terminou acrescentando, "temos algumas músicas de flauta adicionais".
Em 16 de agosto de 2019, quase dois anos do lançado do álbum, Björk anunciou o boxset Utopia Bird Call como uma forma de comemorar o fim da era Utopia, uma coleção que contém 14 flautas de madeira esculpidas à mão que imitam vários cantos de pássaros. Essas flautas foram escolhidas a dedo por Björk, trabalhando em conjunto com uma empresa francesa chamada Quelle Est Belle, e o box vem com um livreto detalhando como usar cada flauta e qual pássaro cada uma imita. Além das flautas, o boxset vem com um pendrive personalizado que contém as faixas do Utopia, os videoclipes e remixes do Utopia e uma faixa instrumental exclusiva chamada "Arpegggio". Em comunicado, Björk explicou, "Utopia é focado em cantos de pássaros e sonoramente é a mutação entre sintetizador/pássaro, pássaro/flauta, flauta/sintetizador... então fiquei muito animada quando descobri essas flautas de madeira feitas à mão que imitam precisamente pássaros específicos". O set custa 500 libras esterlinas e foi lançado em 1 de novembro de 2019.

## Composição
Com quatorze faixas no total, Utopia possui um tempo de duração de 71 minutos e 38 segundos, sendo o mais longo álbum de estúdio de Björk até o momento. O artigo do site Dazed afirmou também que os sons calmos de pássaros das canções ocorrem entre faixas, de forma similar ao seu álbum de 2007, Volta. Estes sons são provenientes de gravações de campo da própria Björk, no entanto, também foram amostras extraídas do álbum de David Toop, Hekura (1980), o qual a cantora considera como um de seus álbuns favoritos. Björk declarou que o álbum é uma exploração da utopia e que o processo de composição coincidiu com suas preocupações pessoais, políticas e ambientais.
A escolha do uso de flauta nas músicas foi estilística e consciente após compor arranjos de corda para seu último álbum: "Comecei uma sessão de flauta com 12 flautistas islandesas e passei alguns meses gravando e ensaiando com elas [..] Decidimos incorporar sintetizadores que têm sons atmosféricos e flautas que soam como sintetizadores". Björk disse que as melodias foram compostas enquanto andava pela natureza da Islândia, e assim que terminou as melodias, ela compôs os arranjos de flauta, depois sobrepondo as melodias. As letras foram o elemento final no processo de composição.

## Lista de faixas
| N.º | Título               | Produtor         | Duração |  |
| 1.  | "Arisen my Senses"   | Björk Arca       | 4:59    |  |
| 2.  | "Blissing Me"        | Björk Arca       | 5:05    |  |
| 3.  | "The Gate"           | Björk Arca       | 6:33    |  |
| 4.  | "Utopia"             | Björk Arca       | 4:42    |  |
| 5.  | "Body Memory"        | Björk Arca       | 9:46    |  |
| 6.  | "Features Creatures" | Björk Arca       | 4:49    |  |
| 7.  | "Courtship"          | Björk Arca       | 4:44    |  |
| 8.  | "Losss"              | Björk Arca Rabit | 6:51    |  |
| 9.  | "Sue Me"             | Björk Arca       | 4:57    |  |
| 10. | "Tabula Rasa"        | Björk Arca       | 4:42    |  |
| 11. | "Claimstaker"        | Björk Arca       | 3:18    |  |
| 12. | "Paradisia"          | Björk            | 1:44    |  |
| 13. | "Saint"              | Björk Arca       | 4:41    |  |
| 14. | "Future Forever"     | Björk Arca       | 4:47    |  |

Nota

O seguimento entre "Blissing Me" e "The Gate" possui um sample de "Guanare/Barinas", de Jean C. Roché.